# Alexei Witkowski
Alexei Witkowski (kasachisch-kyrillisch Алексей Витковский; * 1987) ist ein kasachischer Biathlet.
Alexei Witkowski kommt aus Almaty und wird von W. Smirnow und N. Selenkow trainiert. Er startet bei Sommer- und Winterbiathlon-Wettbewerben, im Sommerbiathlon in der Stilrichtung Crosslauf. Witkowski ist kasachischer „Meister des Sports“. Bei den Offenen asiatischen Sommerbiathlon-Meisterschaften 2008 belegte er im Einzel nach zwölf Schießfehlern Platz sieben. Beim Wettbewerb um den Ural-Cup in Jekaterinburg im Dezember 2009 wurde er 87. Die Kasachischen Meisterschaften 2010 in Schtschutschinsk – auf Rollski gelaufen – verliefen mit Platz 15 im Einzel und Platz 16 im Sprint enttäuschend, dies lag vor allem an Witkowskis schlechter Trefferbilanz von nur 20 Prozent.